# Villa d'Oro Pallavolo Modène
La Villa d'Oro Pallavolo Modène est un club de volley-ball de Modène qui a été trois fois champion d'Italie et qui ne joue plus au plus haut niveau depuis 1976.

## Historique
- 1976 : le club renonce à la participation en Serie A1 et cède son droit au Rocknowar! Formigine

## Palmarès
- Championnat d'Italie : 1956, 1958, 1961